# Райнгольд Бер (математик)
Райнгольд Бер (22 липня 1902, Берлін — 22 жовтня 1979, Цюрих) — німецький математик, найбільше відомий своїми роботами з алгебри та теорії груп, а також з геометрії.

## Життєпис
Бер спочатку вивчав машинобудування у Технічному університеті Ганновера, але потім перейшов на вивчення математики та філософії у Фрайбурзі-ім-Брайсгау (серед інших у Вольфганга Крулля та Альфреда Леві) та Геттінгені в 1921 році.
Він належав до гуртка навколо Еммі Нетер і Гельмута Кнезер. Отримав докторський ступінь на тему диференціальної геометрії. Після цього в 1924 році він поїхав до Кіля зі стипендією до Гельмута Гассе, Ернста Штайніца та Отто Тепліца. З 1926 по 1929 рік працював асистентом у Леві у Фрайбурзі, під впливом якого звернувся до алгебри. У 1928 році він поїхав до Гельмута Хассе в Галле, де він перередагував (разом з Хассе) класичний нарис Штайніца «Алгебраїчна теорія тіл» 1910 року (з коментарями та додатком Бера до теорії Галуа).
В 1933 році, коли нацисти захопили владу, Баєр перебував у відпустці в Австрії зі своєю дружиною Маріанною Ерікою Кірштайн (одружились у 1929 році). Оскільки він був євреєм, змушений був емігрувати. Він поїхав через Манчестер (у співпраці Луїсом Морделлом) до Принстона, де він жив у 1935—1937 роках на запрошення Германа Вейля. У 1938 році він прийняв посаду професора в Іллінойському університеті. 
У 1956 році він поїхав як професор до Франкфурта-на-Майні. Він мав велику кількість студентів і регулярно організовував конференції з теорії груп у Обервольфаху в Німеччині, зокрема з груп у геометрії.
Бер найбільш відомий своєю роботою з теорії груп, де він займався, серед іншого, проблемами розширення та скінченності, а також досліджував нільпотентні та розв'язні групи. На його честь названі групи Бера, кільця Бера та радикал Бера. Бер представив концепцію ін'єктивного модуля в 1941 році. Він також застосував теорію груп у теорії скінченних проективних площин. Він також працював над теорією множин, теорією тіл і топологією.
Колоквіуми Райнгольда Бера проводяться в різних університетах Німеччини з 1963 року.
Докторанти Райнгольда Бера стали зокрема Б. Хайнц Люнебург, Бернд Фішер, Пітер Дембовскі, Дональд Г. Гігман, Дітер Хелд, Герхард О. Міхлер, Ганс Курцвейль, Крістоф Герінг, Інго Вайдіг, Гельмут Бендер, Отто Кегель, Рюдігер Гебель, Крістін Вільямс Аюб.